# Жабаль (община)
Общи́на Жабаль (серб. Општина Жабаљ) — община в Сербії, в складі Південно-Бацького округу автономного краю Воєводина. Адміністративний центр общини у Воєводині — містечко Жабаль.

## Населення
Згідно з даними перепису 2007 року в общині проживало 26 134 особи, з них:
- серби — 22 134 — 84,69%;
- чорногорці — 1301 — 4,98%;
- русини-українці — 1198 — 4,58%;

Решту жителів  — зо два десятка різних етносів, зокрема: югослави, хорвати, угорці, німці. Загалом, русинів-українців налічується більше 2000 осіб, але чимало з них уже асимілювалося.
| Рік  | Населення, люд. |
| ---- | --------------- |
| 1991 | 28 416          |
| 2001 | 27 490          |
| 2002 | 27 468          |
| 2003 | 27 285          |
| 2004 | 27 076          |
| 2005 | 26 952          |
| 2006 | 26 853          |
| 2007 | 26 748          |

## Населені пункти

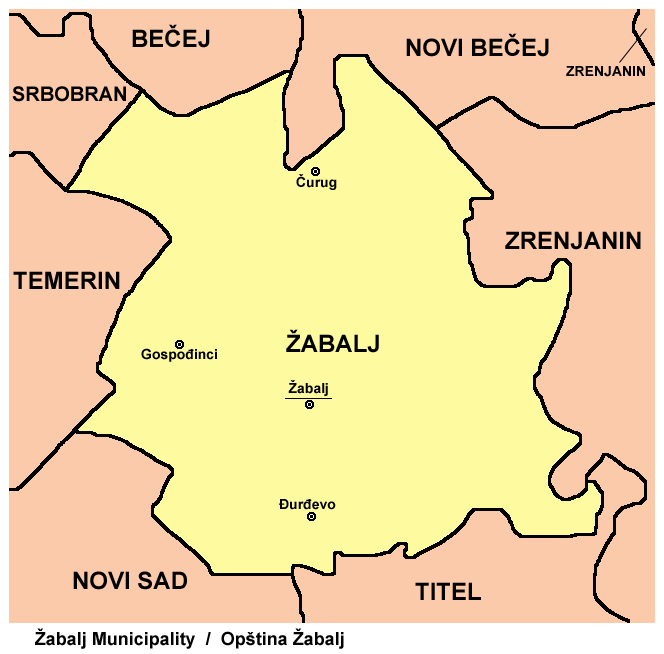

Община утворена з 3 населених пунктів (з них 1 місто — центр общини):
| Населений пункт | Сербська назва (cirill) | Угорська назва (latin) | Населення (2011) |
| --------------- | ----------------------- | ---------------------- | ---------------- |
| Господинці      | Госпођинци              | Boldogasszonyfalva     | 3688             |
| Чуруг           | Чуруг                   | Csurog                 | 7940             |
| Джурджево       | Ђурђево                 | Sajkásgyörgye          | 5042             |
| Жабаль          | Жабаљ                   | Zsablya                | 9107             |